# Драник Пилип Васильович
Пилип Васильович Драник (24 жовтня 1895, с. Княжичі, Київський повіт, Київська губернія — 7 квітня 1930) — український військовий діяч часів Радянсько-української війни, організатор антибільшовицького повстанського руху на Київщині (до грудня 1929 року), художник.

## З життєпису
Пилип Васильович Драник народився 1895 року в с. Княжичі у селянській родині. У нього було чотири сестри: Лукерія, Галина, Катерина — старші та Марина (Ліна) — молодша. Хоча батько Пилипа — Василь Харитонович хотів, щоб син став священнослужителем, проте у духовній семінарії Пилип провчився лише 2 роки, потім навчався у Києві в приватній школі живопису та скульптури Владислава Галімського.
Під час Першої світової війни з 1915 до кінця 1917 року служив у 165-му Луцькому піхотному полку Російської імператорської армії. Демобілізувався в чині поручика. У часи революційних подій служив в Окремому Чорноморському коші армії УНР, 6-й Січовій стрілецькій дивізії, 1-й Повстанчій армії УНР під керівництвом Ілька Струка. Учасник бою під Мотовилівкою в листопаді 1918 року.
У 1920 році був начальником контррозвідувального відділу армії УНР у м. Василькові, брав участь у нападі на місто, яке було зайняте більшовиками. У червні 1920 року зголосився до 6-ї стрілецької дивізії Армії УНР і разом з нею з боями відступив на територію Польщі. Згодом, за завданням закордонного українського центру, нелегально повернувся на Київщину, створив підпільну організацію на території Київського і Білоцерківського повітів Київської губернії. У червні 1921 року встановив зв'язки з повстанцями отаманів Гайового й Орлика, а в серпні-вересні 1921 р. — з емісаром Партизансько-Повстанського Штабу (ППШ) М. Афанасьєвим, а також із начальником розвідки ППШ у Києві В. Алексєєвим і зі штабом Юрка Тютюнника у Львові. Очолював 10-й повстанський район ППШ.
Коли в жовтні 1922 року більшовики захопили отамана Гайового, Пилип Драник утік і довго переховувався. Через капітана Токаржевського він зв'язався з завідувачем інформаційного бюро штабу УНР полковником Гришком. У Варшаві був представлений генералові Марку Безручку. Згодом знову повернувся на Київщину.
Проводив підпільну роботу на Київщині до 26 грудня 1929 року. Мобілізувавши на розшук Драника значні сили, більшовики встановили його старі повстанчі зв'язки й виявили 38 осіб з його підпільної організації. Під час арешту на одній із явок на хуторі Балці, що на околиці села Княжичі, отаман вчинив збройний опір. Спробував утекти під час посадки у потяг на ст. Боярка.
За постановою судової трійки при колегії ГПУ УССР від 25 березня 1930 р. засуджений до розстрілу. Вирок виконано 7 квітня 1930 року.
Відразу після розстрілу Пилипа Драника репресіям було піддано всю його рідню: сім'ї сестер були розкуркулені, сестру Катерину заслали до Білого моря, а Ліну з двома дітьми — до Сибіру. Після заслання сестри повернулися у Княжичі, але їхнє житло було конфісковане.
За висновком військової прокуратури КВО від 27 березня 1989 р. реабілітований.

## Вшанування пам'яті
2016 року у селі Княжичі провулок Жовтневий перейменували на вулицю Отамана Косаря.